# 蒲郡市民体育センター
蒲郡市民体育センター（がまごおりしみんたいいくセンター）は、愛知県蒲郡市緑町3-69にある体育館。
武道館、弓道場、相撲場、テニスコートも体育センター敷地内に隣接する。蒲郡出身の大相撲横綱玉の海の記念碑がある。「DOCOMOMO JAPAN選定 日本におけるモダン・ムーブメントの建築」。

## 歴史
- 1968年（昭和43年）2月1日 - 蒲郡市民体育館として開館。設計は石本建築事務所。
  - 落成記念行事にはフランク永井、倍賞千恵子、森進一らが出演した。
- 1969年（昭和44年）1月30日 - 体育館北東にテニスコート3面が完成する。
- 1969年（昭和44年）4月17日 - 体育館西側に「蒲郡市民相撲場」が完成する。
- 1969年（昭和44年）6月5日 - 体育館東側にテニスコート2面が完成する。
- 1969年（昭和44年）6月29日 - 体育館南側に弓道場（現・第2弓道場）が完成する。
- 1973年（昭和48年）3月7日 - 体育館前に「青年の像」を設置する。
- 1977年（昭和52年）6月10日 - テニスコートに夜間照明塔が完成する。
- 1981年（昭和56年）1月17日 - 柔道場・剣道場を備えた蒲郡市武道館が体育館前に完成する。蒲郡市民体育センターに改称する。
- 1984年（昭和59年）
  - 4月21日 - 第1回国際障害者レジャー・レクリエーション・スポーツ大会の開会式典。常陸宮正仁親王が臨席[2]。
  - 10月11日 - 市制30周年記念「大相撲蒲郡場所」を開催する。
- 1986年（昭和61年）8月3日 - 「第一弓道場」が完成する。
- 2020年（令和2年） - 「DOCOMOMO JAPAN選定 日本におけるモダン・ムーブメントの建築」に選定される[3]。

## 施設
- 競技場
- トレーニング室
- 女子トレーニング室
- 大会議室（定員105名）
- 第1会議室（定員18名）
- 第2会議室（定員18名）
- 第3会議室（定員30名）
- 第4会議室（定員42名）
- 第5会議室（定員30名）

- 和室大広間（定員20名）
- 和室南の間（定員10名）
- 柔道場（3面）
- 剣道場（3面）
- 多目的練習場
- 武道館会議室（定員24名）
- 第1弓道場（12人立）
- 第2弓道場（6人立）
- 相撲場

## 利用案内
- 開館時間：午前8時30分から午後9時30分
- 休館日：12月29日から1月3日
- 交通アクセス：JR東海道本線・名鉄蒲郡線 蒲郡駅北口から徒歩で約15分